# Жарье (Московская область)
Жарье — упразднённая деревня в Сергиево-Посадском городском округе Московской области России.

## География
Урочище находится в северо-восточной части области, в зоне хвойно-широколиственных лесов, на правом берегу реки Шибахты, при автодороге 46К-8532, на расстоянии примерно 32 километров (по прямой) к северо-западу от города Сергиев Посад, административного центра округа.

### Климат
Климат характеризуется как умеренно континентальный, с умеренно холодной зимой и тёплым летом. Среднегодовая температура воздуха — +2,7 °C. Средняя температура воздуха самого холодного месяца (января) — −11,3 °C (абсолютный минимум — −48 °C), средняя температура самого тёплого (июля) — +17 °С (абсолютный максимум — +36 °C). Годовое количество атмосферных осадков — 630 мм, из которых около 70 % выпадает в период с апреля по октябрь.

## История
В «Списке населённых мест Владимирской губернии по сведениям 1859 года» населённый пункт упомянут как владельческая деревня Жары (Жадрево) Александровского уезда, расположенная в 65 верстах от уездного города. В деревне насчитывалось 20 дворов и проживал 161 человек (71 мужчина и 90 женщин).
По состоянию на 1905 год, имелось 24 двора и проживало 180 человек. В административном отношении деревня входила в состав Константиновской волости.
По данным 1926 года в деревне имелось 37 хозяйств (в том числе 35 крестьянских) и проживало 217 человек (102 мужчины и 115 женщин). Являлась частью Тарсеевского сельсовета Константиновской волости Сергиевского уезда Московской губернии.